# Herman van Doorn
Herman van Doorn (1963), is een Nederlands zanger en componist. Van Doorn studeerde zang (jazz en pop) aan het conservatorium van Utrecht en aan het Berklee College of Music in Boston, VS. Sindsdien is hij te horen in vele reclameboodschappen, jingles en tekenfilms, en zijn er ook enkele cd's van hem uitgebracht. In het (sinds 2002) meerstemmige mannenkoor van de langlopende animatieserie Pokémon is hij tevens als achtergrondzanger actief.

## Discografie

### Albums
| Album met eventuele hitnotering(en) in de Nederlandse Album Top 100 | Datum van verschijnen | Datum van binnenkomst | Hoogste positie | Aantal weken | Opmerkingen      |
| ------------------------------------------------------------------- | --------------------- | --------------------- | --------------- | ------------ | ---------------- |
| For what you are is never seen (Engelstalig)                        | 1999                  | -                     |                 |              |                  |
| Movin' (Engelstalig)                                                | 2001                  | -                     |                 |              |                  |
| Fugain (Franstalig)                                                 | 2010                  | 27-03-2010            | 68              | 1            | als Hermanherman |

### Singles
- For The Fallen (2014) als Hermanherman

## Televisie
- 2015: Zanger titelsong animatiefilm Pokémon 17: Diancie en de Cocon der Vernietiging | Disney XD
- 2014: Zanger titelsong tekenfilmserie Pokémon: XY | Disney XD
- 2010: Zanger titelsong tekenfilmserie Pokémon: Galactic Battles | Disney XD
- 2009: Zanger titelsong tekenfilmserie Pokémon: Battle Dimension | Jetix
- 2008: Zanger titelsong tekenfilmserie Pokémon: Diamond and Pearl | Jetix
- 2008: Zanger titelsong en 'insert songs' tekenfilmserie Pokémon: Battle Frontier | Jetix
- 2007: Zanger titelsong animatiefilm Pokémon 8: Lucario en het Mysterie van Mew | Jetix
- 2007: Zanger titelsong en 'insert songs' tekenfilmserie Pokémon: Advanced Battle | Jetix
- 2007: Zanger verscheidene liedjes animatiefilm Assepoester 3 | Walt Disney
- 2003: Animatiefilm Melody Time | Walt Disney
- 2002: Zanger titelsong tekenfilmserie Pokémon | Fox Kids
- 2001: Stem van Vagebond in Lady en de Vagebond II: Rakkers Avontuur | Walt Disney
- 2000: Stem van Booster in Buzz Lightyear van Star Command: Het Avontuur Begint | Walt Disney
- 1999: Overige stemmen in de film Toy Story 2

## Radiojingles
- Sky Radio
- Radio 2
- Radio 10

## Trivia
- In Harderwijk is een straat vernoemd naar de legendarische zangstem(men) achter Pokémon.